# Le Manoir de la terreur (film, 1981)
Pour les articles homonymes, voir Le Manoir de la terreur.
Pour plus de détails, voir Fiche technique et Distribution.
Le Manoir de la terreur (titre original : Le notti del terrore) est un film d'horreur italien réalisé par Andrea Bianchi et sorti en 1981.
Le film est avant tout un film d'horreur, mais comporte bon nombre de scènes érotiques particulièrement osées, à la finesse et au goût très discutables. On retiendra notamment une scène de coït entre une mère et son fils, au beau milieu de ce film d'horreur utilisant costumes à petit budget et éclairages au phosphore.

## Synopsis
Trois couples sont invités à passer la nuit dans la villa d'un riche industriel. Non loin du manoir, un spéléologue fou réveille une légion de morts-vivants affamés. Les créatures de l'outre-tombe s'attaquent aux invités ainsi qu'au propriétaire, tous piégés dans la résidence assiégée par les zombies. Une nuit de cauchemar commence...

## Fiche technique
- Titre original : Le notti del terrore
- Titre français : Le Manoir de la terreur
- Titre alternatif en vidéo : Zombi Horror
- Réalisation et photographie : Andrea Bianchi
- Scénario : Regnoli Piero
- Musique : Elsio Mancuso et Berto Pisano
- Production : Gabriele Crisanti
- Société de production et distribution: NeoPublishing
- Pays d'origine :  Italie
- Format : couleur
- Genre : horreur
- Durée : 85 minutes
- Dates de sortie :  Italie : 9 juillet 1981

## Distribution
- Karin Well : Janet
- Mariangela Giordano : Evelyn
- Gianluigi Chirizzi : Mark
- Peter Bark : Michael
- Simone Mattioli : James
- Claudio Zucchet : Nicholas
- Antonietta Antinori :  Leslie
- Roberto Caporali :  George
- Anna Valente : Kathryn
- Raimondo Barbieri : le professeur

## Critiques
Le film fut un échec critique et commercial, mais a acquis une certaine popularité chez les adeptes de "nanars" en raison du caractère involontairement comique de bon nombre de ses scènes.